# Leif Larsson (professor)
Leif Larsson, född 1945, död 2021, var en svensk ledare, professor och högskolerektor. 
Larsson studerade till civilingenjör vid Chalmers Tekniska Högskola,  1981 avlade han en doktorsavhandling inom metallurgi.
Larsson jobbade på SAAB innan han kom till Linköpings universitet 1997 där han verkade som gästprofessor fram till 2001 varefter han tillträdde som rektor för Högskolan i Skövde. Denna post innehade han till 2010.
Leif Larsson har innehaft styrelseposter i bl.a. KK-stiftelsen, Örebro universitet, samt Skaraborgs sjukhus.